# Рамбург, Иван Степанович
Иван Степанович Рамбург (1701—1789) — русский кораблестроитель петровского времени, корабельный мастер. Впервые в практике русского кораблестроения строил корабли и производил их спуск на воду по французскому методу, стал применять для крепления всех частей судна железные конструкции и ввёл диагональную обшивку корабельных корпусов для обеспечения их продольной надёжности. Генерал-казначей при Адмиралтейств-коллегии, генерал-лейтенант флота.

## Биография
Рамбург Иван Степанович родился в Москве в начале XVIII века в семье француза — учителя танцев в гимназии пастора Э. Глюка, «танцевального мастера телесного благолепия и комплиментов чином немецким и французским» при дворе Петра I Стефана (Степана) Рамбурга.

### Корабельный ученик
В 1715 году отец определил Ивана корабельным учеником в Санкт-Петербургское Адмиралтейство, где он сразу же попал в команду корабельного мастера Федосея Скляева, строившего «государев» 90-пушечный корабль «Лесное». Строительство корабля велось по собственному чертежу и личному наблюдению Пётра I. Государь обратил внимание на способности и быстрые успехи Рамбурга в корабельном деле, а также из доброго расположения к его отцу, который учил дочерей Анну и Елизавету, а также племянниц Петра танцам, назначил Ивана в «собственные ученики».
В 1717 году Иван Рамбург был зачислен в Адмиралтейскую школу, которая была открыта по указу Пётра Первого для подготовки будущих российских кораблестроителей. В 1718 году драфцман (чертёжник-конструктор) Иван Рамбург, вместе со своим товарищем по Адмиралтейской школе Гавриилом Окуневым, был направлен в ученики к сыну видного французского кораблестроителя Блеза Пангало Жозефу Пангало, который в 1716 году приехал из Померании в Россию и перешёл на русскую службу. В 1718—1719 годах под руководством Ж. Пангало Рамбург и Окунев участвовали в перестройке 54-пушечного линейного корабля «Полтава», с 1719 года в постройке линейного корабля «Пантелеймон-Виктория», с 1721 года молодые корабелы занимались тимберовкой (капитальным ремонтом с полной сменой обшивки) 70-пушечного линейного корабля «Леферм», а после смерти Пангало зимой 1722 года, самостоятельно завершили ремонт корабля под наблюдением корабельного мастера Осипа Ная.
Пётр I был удовлетворён работой Рамбурга и Окунева по ремонту «Леферма» и распорядился обоих включить в команду строителей своего «государева» 100-пушечного корабля (впоследствии получил название «Петр I и II»), который лично государь заложил на стапеле в Санкт-Петербурге летом 1723 года. В 1724 году Рамбург и Окунев были командированы Петром I во Францию для изучения методов французского кораблестроения. За семь лет нахождения во Франции они побывали на многих верфях Тулона, Марселя, Бреста, Гавра, Бордо и других портов, изучили методы обеспечения надёжной продольной прочности при постройке кораблей. По окончании учёбы они совершили плавание на построенных ими судах, сдали на отлично экзамены и получили дипломы от французских учителей.
В конце 1730 года И. Рамбург и Г. Окунев вернулись в Россию. Адмиралтейств-коллегия поручила им построить на пробу, в качестве экзамена, по французской системе, 32-пушечный фрегат, который был заложен на Адмиралтейской верфи 23 декабря 1731 года. Для крепления всех частей судна, впервые в практике русского кораблестроения, предусматривались железные кницы и раскосины, а для обеспечения продольной прочности корабля внутренняя обшивка судна выполнялась досками диагонально. 28 мая 1733 года состоялся торжественный спуск фрегата на воду. По сенатскому указу корабль прошел строгие морские испытания. в результате которых показал лучшие мореходные качества, чем аналогичный фрегат «Принцесса Анна», построенный обычным способом. Построенный Окуневым и Рамбургом фрегат получил название «Митау», 28 мая 1733 года вступил в строй Балтийского флота. Строители были поощрены императрицей Анной Иоанновной «гарнитуром сукна на платье» и по 300 наградных рублей.

### Корабельный мастер
После окончания постройки фрегата «Митау» Окуневу и Рамбургу поручили каждому самостоятельно разработать по проекту 54-пушечного корабля, руководствуясь при этом ещё данной Петром I «пропорцией и уборам, но строить их по французским методам или ещё лучше, если могут». В 1734 году Адмиралтейств-коллегия рассмотрела и утвердила представленные корабелами проекты и вынесла решение, чтобы Окунев и Рамбург построили по ним каждый по кораблю. 4 апреля 1734 года Рамбург заложил в Санкт-Петербургском адмиралтействе 54-пушечный корабль «Азов» и 11 ноября 1736 года спустил его на воду. Во время спуска корабля Иван Рамбург впервые в практике отечественного кораблестроения применил новый способ спуска судна на воду по французской системе — закрепил копылья не так, как всегда на коротких концах — «боутах», а на канатах. Этот метод вызвал недовольство присутствовавших на спуске других корабельных мастеров. Они обратились с жалобой на Рамбурга в Адмиралтейств-коллегию, указывая на опасность подобного нововведения. Жалобу «по делу Рамбурга» разбирали корабельные мастера англичанин на русской службе Ричард Рамз и Гавриил Окунев. Рамз был против новшества, а Окунев поддержал новаторство своего друга и доказал преимущество нового, предложенного Рамбургом, способа спуска корабля. На испытаниях корабль показал хорошие ходовые качества и пробыл в строю флота 16 лет, что превосходило тогдашние нормы. За постройку «Азова» по французской системе И. Рамбург был награждён годовым окладом жалованья.
23 июня 1735 года Рамбург был произведён в «действительные корабельные мастера» майорского ранга с жалованьем 600 рублей. 2 февраля 1737 года назначен советником Интендантской экспедиции. В 1739 году по инициативе И. Рамбурга, в русском судостроении были введены, по французскому образцу, железные кницы (деталь, соединяющая бимсы со шпангоутами) вместо деревянных.
После 1739 года был назначен советником экспедиции над верфями и строениями. 30 июня 1741 года был пожалован полковничьим рангом. До 1743 года Рамбург находился в Кронштадте, заведовал ремонтом судов и присутствовал в конторе над портом с жалованием 1000 рублей в год.
В 1744 году он был послан в Москву для исправления «маскарадного корабля», который с петровских времён хранился в большом ангаре при Сухаревской башне, использовался для учебных целей и по праздникам на маскарадах вывозился на специальной повозке.
12 октября 1747 года Рамбург заложил в Санкт-Петербургском адмиралтействе 66-пушечный корабль «Святой Иоанн Златоуст». При составлении проекта корабля корабел изменил его размеры от общепринятых в то время, что вызвало недовольство начальства. Проект хотели забраковать, но Рамбург отстоял свои нововведения. Корабль был построен и 29 мая 1749 года спущен на воду, вошел в состав Балтийского флота и участвовал в Семилетней войне. По окончании постройки корабля Рамбург был командирован для описи корабельных лесов в Галицкую провинцию, а в 1750 году в Казанское адмиралтейство — для наблюдения за заготовкой леса и строительством судов. В 1754 году вернулся в Петербург и был назначен присутствовать в обер-сарваерской конторе.
5 мая 1757 года был пожалован бригадирским рангом. В 1758 году в семье Ивана Рамбурга родился сын Александр, впоследствии ставший генерал-майором.
В 1759 году Иван Степанович начал постройку 80-пушечного корабля «Кир Иоанн» (первоначально назывался «Фридрих-Рекс»), который был спущен на воду в 1762 году. 6 мая 1762 года Рамбург был пожалован в генерал-майоры, с Высочайшим повелением присутствовать в Адмиралтейств-Коллегии. 5 июня 1764 года он был назначен в генерал-казначеи при Адмиралтейств-коллегии. 30 декабря 1765 года уволен в отставку с производством в чин генерал-лейтенанта.
Умер в 1789 году. 21 июня 2019 года на Смоленском лютеранском кладбище в Санкт-Петербурге была обнаружена плита с надписями на немецком и русском языках: Иван Рамъбург (сентября 29 дня 1701 года — июня 4 дня 1789 года), генерал-поручик флота.

## Семья
- Жена — Домна Фёдоровна Рамбург (урожд. княжна Елецкая, 1722—1800), похоронена на Смоленском православном кладбище[13].
- Сын — Рамбург Александр Иванович, генерал-майор, похоронен в Александро-Невской лавре, на Лазаревском кладбище[13].